# Неніца Анатолій Валерійович
Анато́лій Вале́рійович Неніца (29 червня 1988 — 10 жовтня 2016) — солдат Збройних сил України, учасник російсько-української війни.

## Життєпис
Народився 1988 року в селі Кам'янка (Апостолівський район, Дніпропетровська область). 2003 року закінчив загальноосвітню школу.
Мешкав у місті Зеленодольськ; працював охоронцем та начальником караулу в супермаркеті, потім — на супроводі вагонів.
У лютому 2016 року підписав контракт; солдат, розвідник-кулеметник розвідувальної роти, 54-й окремий розвідувальний батальйон. Після 2 місяців підготовки в навчальному таборі вирушив на фронт; 19 серпня нагороджений відзнакою батальйону.
10 жовтня 2016 року загинув під час виконання бойового завдання поблизу села Широкине (Волноваський район) — від вибуху 120-мм міни.
12 жовтня 2016-го похований у Кам'янці.
Без Анатолія лишилися батьки Ніна Іванівна та Валерій Вікторович, дружина Дарина Ігорівна та двоє дітей, — син і донька (Софійка народилася за два тижні до смерті батька), сестра Лариса Валеріївна.

## Нагороди та вшанування
- Указом Президента України № 522/2016 від 25 листопада 2016 року «за особисту мужність і високий професіоналізм, виявлені у захисті державного суверенітету та територіальної цілісності України, вірність військовій присязі» — нагороджений орденом «За мужність» III ступеня (посмертно)[1]
- медаль «За Маріуполь»
- у школі, яку закінчив Валерій, відкрито меморіальну дошку його честі.